# Ammonius (genre)
Genre
Ammonius est un genre d'araignées mygalomorphes de la famille des Barychelidae.

## Distribution
Les espèces de ce genre se rencontrent en Côte d'Ivoire et au Cameroun.

## Liste des espèces
Selon World Spider Catalog (version 24, 17/04/2023) :
- Ammonius benoiti Gonzalez-Filho, Guadanucci & Brescovit, 2023
- Ammonius pupulusThorell, 1899

## Systématique et taxinomie
Ce genre a été décrit par Thorell en 1899 dans les Theraphosidae.

## Publication originale
- Thorell, 1899 : « Araneae Camerunenses (Africae occidentalis) quas anno 1891 collegerunt Cel. Dr Y. Sjöstedt aliique. » Bihang till Kongliga Svenska vetenskaps-akademiens handlingar, vol. 25, no 1, p. 1-105 (texte intégral).